# Asellus (Arctasellus) latifrons
Asellus (Arctasellus) latifrons is een pissebed uit de familie Asellidae. De wetenschappelijke naam van de soort is voor het eerst geldig gepubliceerd in 1947 door Birstein.